# JIRA Studio
JIRA Studio je integrované vývojové prostředí vyvinuté firmou Atlassian Software Systems.

## Části JIRA Studia
Obsahuje
- Confluence eWiki jako intranetovou knowledgebase,
- JIRA pro sledování dotazů a chyb,
- GreenHopper pro rychlé plánování a řízení,
- Bamboo pro kontinuální integraci,
- Crucible pro přezkoumání kódu a
- FishEye pro úložiště a prohlížení zdrojového kódu.

## Integrace
JIRA Studio podporuje IDE pro Eclipse, Subversion pro správu revizí, Visual Studio a IntelliJ IDEA. Informace JIRA Studia mohou být zobrazeny v externích systémech pomocí zařízení OpenSocial a k informacím o projektu lze externě přistupovat pomocí Activity Streams.
Pro programový výběr poskytuje JIRA Studio rozhraní API založené na REST a Javě.